# UC 97
UC 97 war ein Untersee-Minenleger des Typs UC III der Kaiserlichen Marine.

## Geschichte
Die Kiellegung erfolgte in Hamburg am 10. Dezember 1917 bei Blohm & Voss, der Stapellauf am 17. März 1918. Am 6. September 1918 wurde das Boot unter dem Kommando von Oberleutnant zur See Walter Wiedemann in Dienst gestellt. Durch das baldige Ende des Ersten Weltkriegs fuhr das Boot jedoch nicht mehr auf Feindfahrt.
Die Vereinigten Staaten hatten großes Interesse an neuen Erkenntnissen über deutsche U-Boottechnik sowie an Ausstellungsstücken für ihre Siegesfeiern. Anfang 1919 wurde UC 97 mit fünf anderen U-Booten an die Vereinigten Staaten übergeben. Unter dem Kommando von Lieutenant Commander Holbrook Gibson, dem Leiter der US-Marinewerft Philadelphia, begann am 3. April 1919 die Überführung von UB 88, U 117, UB 148 und UC 97. Das Prisenkommando konnte aber die Maschine nicht gleich in Betrieb nehmen, so dass UC 97 anfangs von der Bushnell (U-Boot-Tender Nr. 2) geschleppt werden musste. Erst auf hoher See gelang es der Besatzung, den Diesel zu starten.

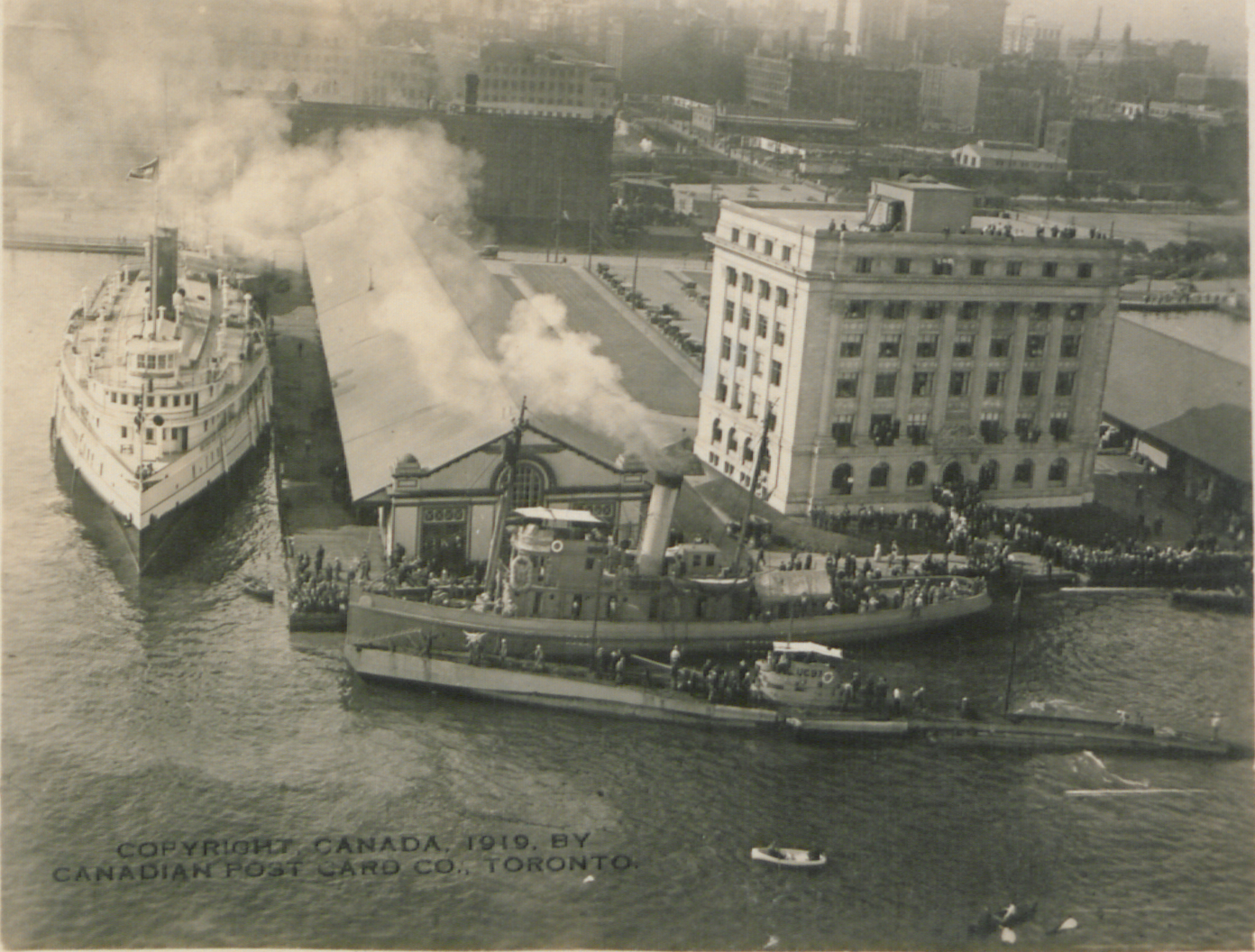
UC 97 in Toronto (1920)

Die kleine Flotte erhielt den Namen „Ex-German Submarine Expeditionary Force“. Sie fuhr über die Azoren und Bermuda nach New York, wo sie am 27. April eintraf. Die Boote stießen auf großes Interesse und wurden von einer großen Anzahl Touristen besucht. Daran schloss sich eine Kampagne für Kriegsanleihen an und UC 97 wurde zu den Großen Seen befohlen. Dort wurden viele Häfen besucht und das Boot erneut ausgestellt. Durch Maschinenprobleme wurde die Tour dann Ende August beendet und UC 97 fuhr in die Werft von Chicago. Das Schiff wurde an den Kommandanten des 9th Naval District übergeben und bis 1921 zerlegt und untersucht.
Die Analyse der deutschen U-Boote im August 1920 durch den Leiter der US-Marinewerft Philadelphia, Lt. Cdr. Holbrook Gibson, ergab, dass die deutschen U-Boote gegenüber denen der United States Navy in der Konstruktion, der Verarbeitung usw. so haushoch überlegen waren, dass eine Veröffentlichung der Untersuchungsergebnisse nicht im öffentlichen Interesse sein konnte, zumal diese Untersuchungen den technischen Stand deutscher U-Boote von 1917 – und damit drei Jahre vor dem Gutachten – widerspiegelten.
Nachdem alle wertvollen Bauteile (Bewaffnung, Antrieb, Navigationsmittel) demontiert waren, wurde UC 97 am 7. Juni 1921 von der Hawk auf den Michigansee geschleppt, um als Zielschiff zu dienen. Die Wilmette, ein Schulschiff der Marine-Reserve, sollte die Versenkung durchführen. Nach 13 Schüssen, von denen zehn trafen, sank das U-Boot binnen 10 Minuten.
Das Wrack wurde 1992 wiederentdeckt, aber die Position zunächst geheim gehalten. Es liegt in 80 m Tiefe auf Position 42° 10′ N, 87° 20′ W, 20 Meilen östlich von Highland Park.